# Chard Powers Smith
Chard Powers Smith (Watertown, 1 novembre 1894 – Williamstown, 31 ottobre 1977) è stato uno scrittore e poeta statunitense, vincitore del National Book Award per la narrativa nel 1939 con il suo romanzo Artillery of Time.

## Biografia
Figlio di Edward North Smith, avvocato e giudice presso la New York Supreme Court e di sua moglie Alice Lamon, figlia di un ricco uomo d'affari; nel 1916 ottenne un bachelor of arts presso l'Università di Yale. Tra il 1917 e il 1920 servì nell'esercito americano nel Field Artillery Branch. Studiò presso la scuola militare di Langres, ottenendo il grado di capitano. Nel 1921 conseguì il Bachelor of Laws ad Harvard, e molti anni dopo, nel 1949, ottenne anche un Master of Arts presso la Columbia University. 

Dopo aver praticato per breve tempo la professione forense tra il 1921 e il 1922, Smith, su invito di John Erskine, allora Presidente della Poetry Society of America, nel 1924 fu invitato presso la MacDowell Colony, una prestigiosa scuola e residenza per artisti. Smith all'epoca aveva già pubblicato alcune poesie su alcune riviste letterarie, e l'esperienza presso la McDowell Colony, rafforzarono in lui il desiderio di dedicarsi alla poesia. Durante quella stessa esperienza Powers Smith strinse una amicizia importante con il poeta americano Edwin Arlington Robinson, del quale nel 1965 pubblicò la biografia dal titolo Where the Light Falls: A Portrait of Edwin Arlington Robinson. Seguirono diversi volumi di poesia, pubblicati tra il 1925 e il 1936, tra i quali le raccolte Along the Wind (1925), Lost Address (1928), The Quest of Pan (1930), Hamilton: A Poetic Drama (1930), e Prelude to Man (1936). Quest'ultima raccolta contiene componimenti in forma di poesia epica che hanno come argomento la teoria dell'evoluzione, rivelando la passione del poeta per la paleontologia, campo ne quale operò per conto dell'American Museum of Natural History.

Nel corso degli anni '20, Smith si recò in Europa per un lungo soggiorno con la sua prima moglie, Olive Macdonald, che morì per alcune complicazioni dovute al parto nel 1924 mentre si trovavano in Italia. Durante questo lungo soggiorno europeo Smith entrò in contatto con lo scrittore Ernest Hemingway.
Il successo artistico per Smith non arrivò dalla poesia, bensì dalla narrativa, quando l'autore iniziò a dedicarsi a romanzi di carattere storico. Nel 1939 pubblicò il suo successo più importante, Artillery of Time, un racconto lungo ambientato nella New York prima della Guerra di secessione americana. L'opera fu accolta con favore dai critici e venne considerata una sorta di controparte nordista del celebre romanzo Via col vento di Margaret Mitchell. Inteso come il primo di una serie di romanzi storici, Artillery of Time enfatizzava l'atmosfera di confusione morale e di declino frutto del decadere dei valori caratteristici del mondo agricolo. 

Il secondo volume della serie, dal titolo Ladies Day, pubblicato nel 1941, tratta dello sviluppo urbano e industriale durante gli ultimi decenni del XIX secolo. Il titolo dell'opera fa riferimento alle numerose attività caritatevoli organizzate soprattutto da donne, ponendole in contrasto con l'egoismo e il materialismo che secondo l'autore connotano questa epoca storica.

Nel 1943, pubblicò il romanzo Turn of the Dial, una satira sulla pubblicità radiofonica, nel quale lo scrittore cerca di dimostrare come lo stile pubblicitario delle radio americane era fonte d'ispirazione per la propaganda del regime nazista. Sempre nel 1943, Smith pubblicò un'opera a sostegno dello sforzo bellico americano nel secondo conflitto mondiale dal titolo He's in the Artillery Now.

Dopo la fine della guerra, lo scrittore tornò a dedicarsi alle opere di carattere storico e nel 1946, Smith compose uno dei testi di una serie di libri dedicati ai fiumi americani, la Rivers of America Series, scritti da letterati e storici, per l'editore Farrar & Rinehart; il suo volume è dedicato al fiume Housatonic, nel New England ed ha come titolo The Housatonic: Puritan River.

Nel 1950 lo scrittore e poeta ha composto il testo per la sinfonia No. 2 Prelude to Man del compositore Hubert Klyne Headley, sul tema della vita sulla terra prima dell'avvento del genere umano.
Nel 1954, pubblicò un nuovo romanzo a sfondo storico dal titolo Yankees and God, che offre una vasta panoramica sulla storia del suo amato New England. Poco prima di morire, Smith era intento a scrivere una propria autobiografia, in parallelo ad un'opera storica sulla cosiddetta generazione perduta; entrambe le opere rimasero incompiute; riuscì tuttavia a far pubblicare una raccolta di poeti americani sotto la sua curatela dal titolo Poets of the Twenties: 100 Great Poems, nel 1967 per l'editore McCutcheon Press. Lo scrittore morì in una casa di cura di Williamstown e fu sepolto nel cimitero di Brookside, nello stato di New York. Tutte le sue opere, compresa la sua corrispondenza, sono conservate presso la Beinecke Library della Yale University.